# Hemingsby House

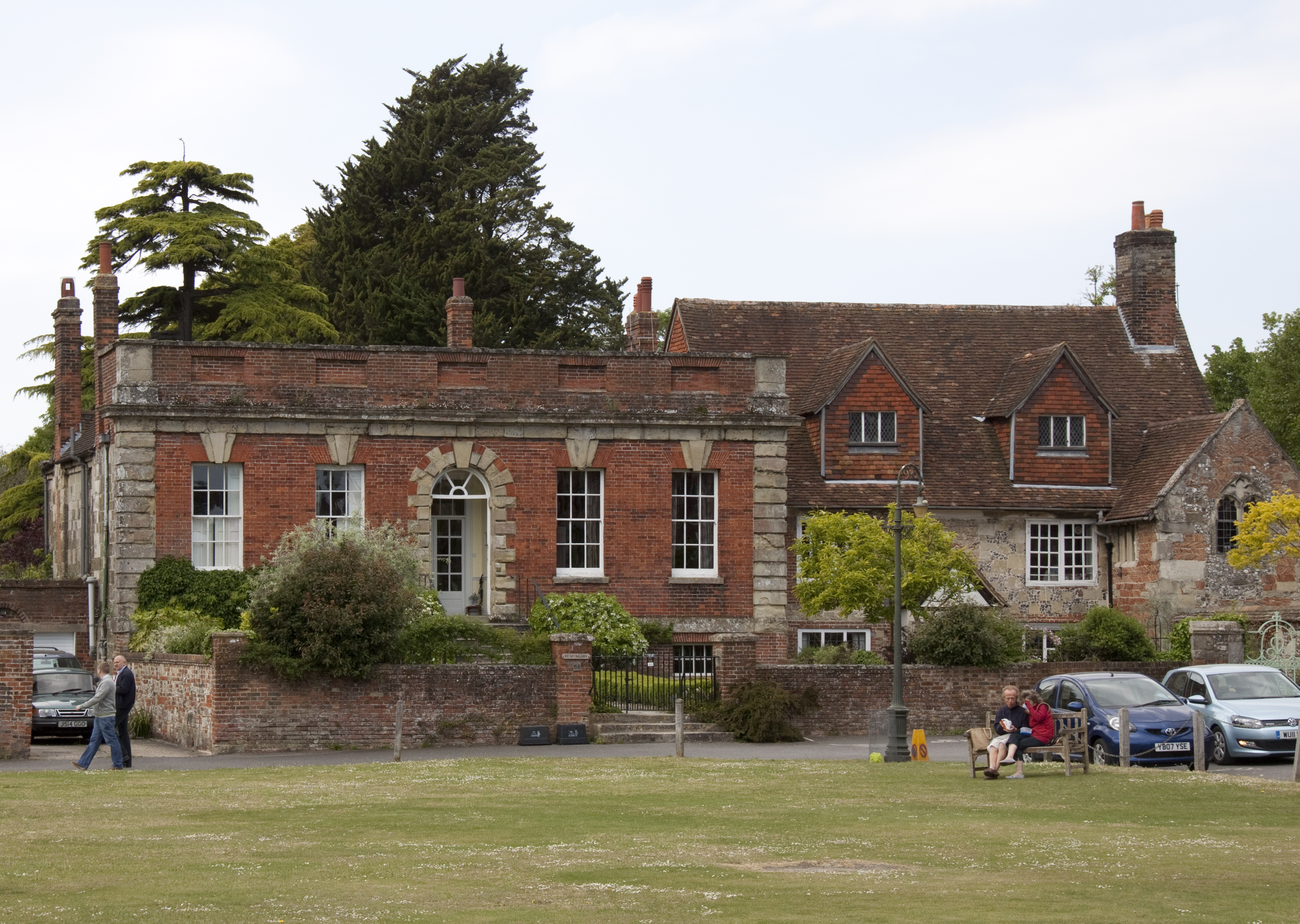
Hemingsby House, 2011

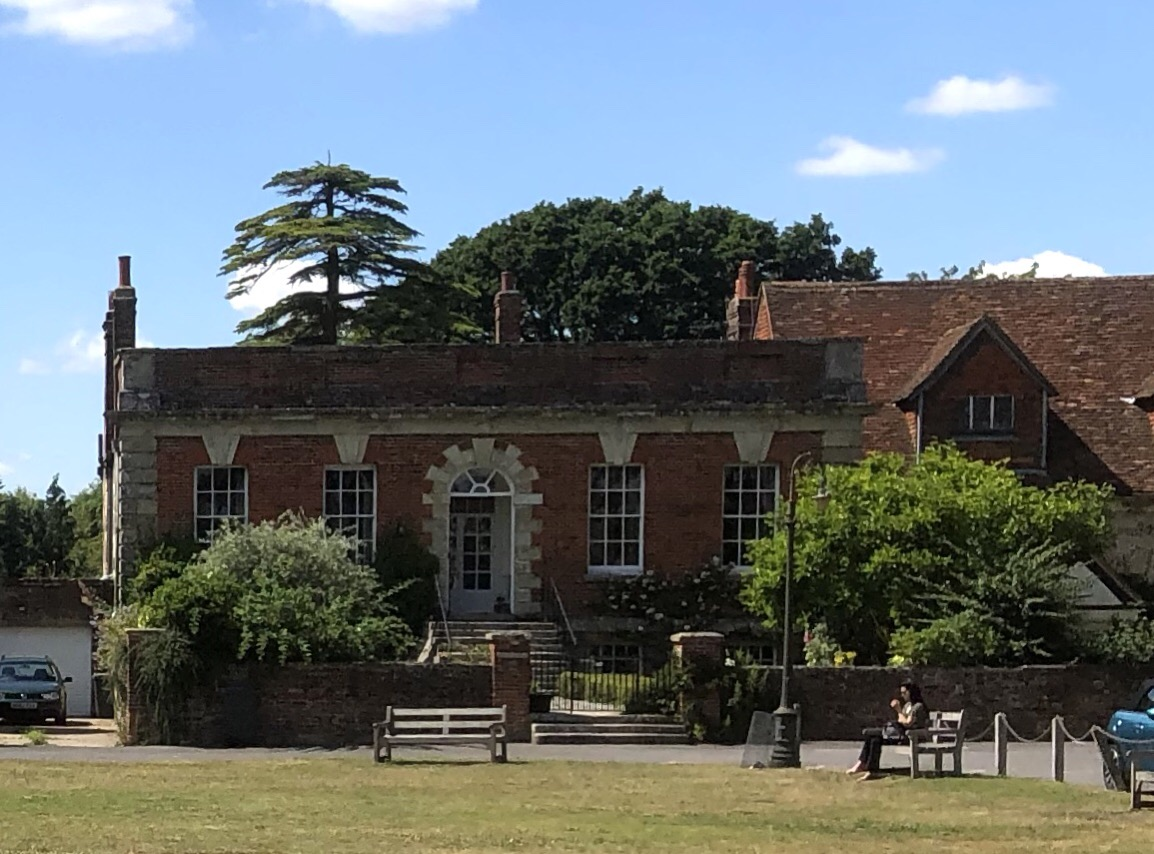
2019

Hemingsby House ist ein denkmalgeschütztes Gebäude in Salisbury in England. Es ist als Bauwerk von außerordentlicher Bedeutung in die höchste Kategorie, Grad I, in die englische Denkmalliste eingetragen.

## Lage
Es befindet sich nordwestlich der Kathedrale von Salisbury im Kathedralbezirk Close, an der Nordwestecke des Choristers Square. 

## Architektur und Geschichte
Das Gebäude wurde im 14. Jahrhundert vermutlich durch Alexander de Hemyngsby, den ersten überlieferten Custos der Chorknabenschule der Kathedrale errichtet und diente als Wohnhaus für die Chorherren der Kathedrale. Hemingsby vermachte das Haus nach seinem Tod der Kathedrale. In der Mitte des 15. Jahrhunderts erfolgte eine Erweiterung und Rekonstruktion des Hauses durch Nicholas Upton. Ihm folgte William Fideon nach, der die Arbeiten abschloss. Sein Name findet sich mehrfach am Haus.
1525 lebte Edward Powell, Berater von Katharina von Aragon in ihrer Auseinandersetzung mit Heinrich VIII., im Haus. 1547 bis 1550 bewohnte Simon Symonds Hemingsby House. Er war möglicherweise der Vikar von Bray  der im bekannten englischen Volkslied The Vicar of Bray besungen wird. 
1726/1727 wurde der südliche (linke) Teil des Hauses von Joseph Sayer umgebaut und eine ältere Erweiterung ersetzt. Das Gebäude erweckt seit dem durch seine äußere Erscheinung den Eindruck zweier unabhängiger Gebäude. Im Haus lebten bis 1846 Chorherren der Kathedrale. 1840 war deren Zahl von sechs auf vier verringert wurde. Matthew Marsh war damit der letzte Chorherr der Hemingsby House bewohnte.
Das Gebäude wird seit dem 28. Februar 1952 als Denkmal geführt.